# 浅間山麓広域農道

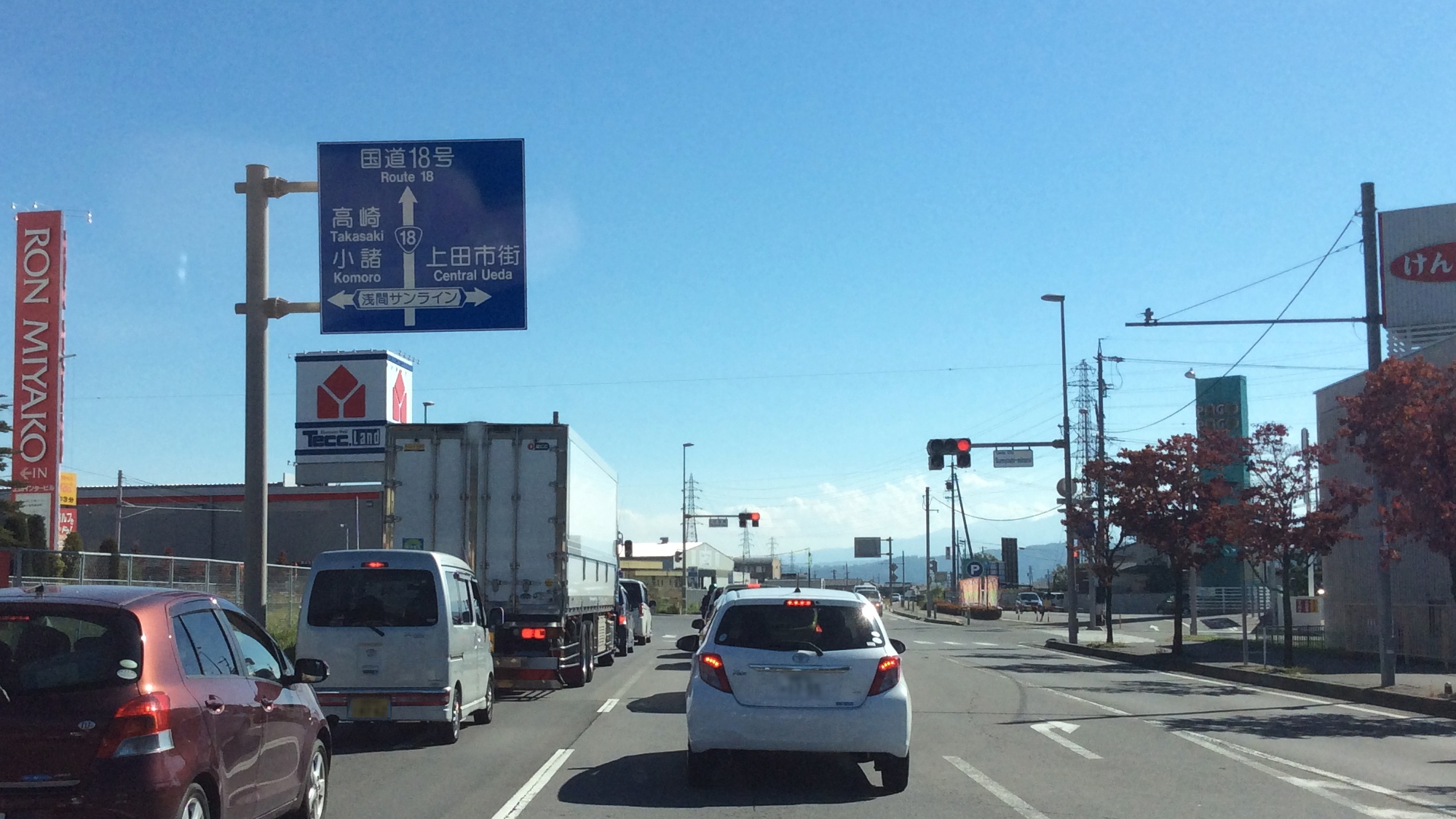
住吉南交差点

浅間山麓広域農道（あさまさんろくこういきのうどう）は、長野県北佐久郡軽井沢町追分から同県上田市住吉までの27.3キロメートルを結ぶ広域農道である。

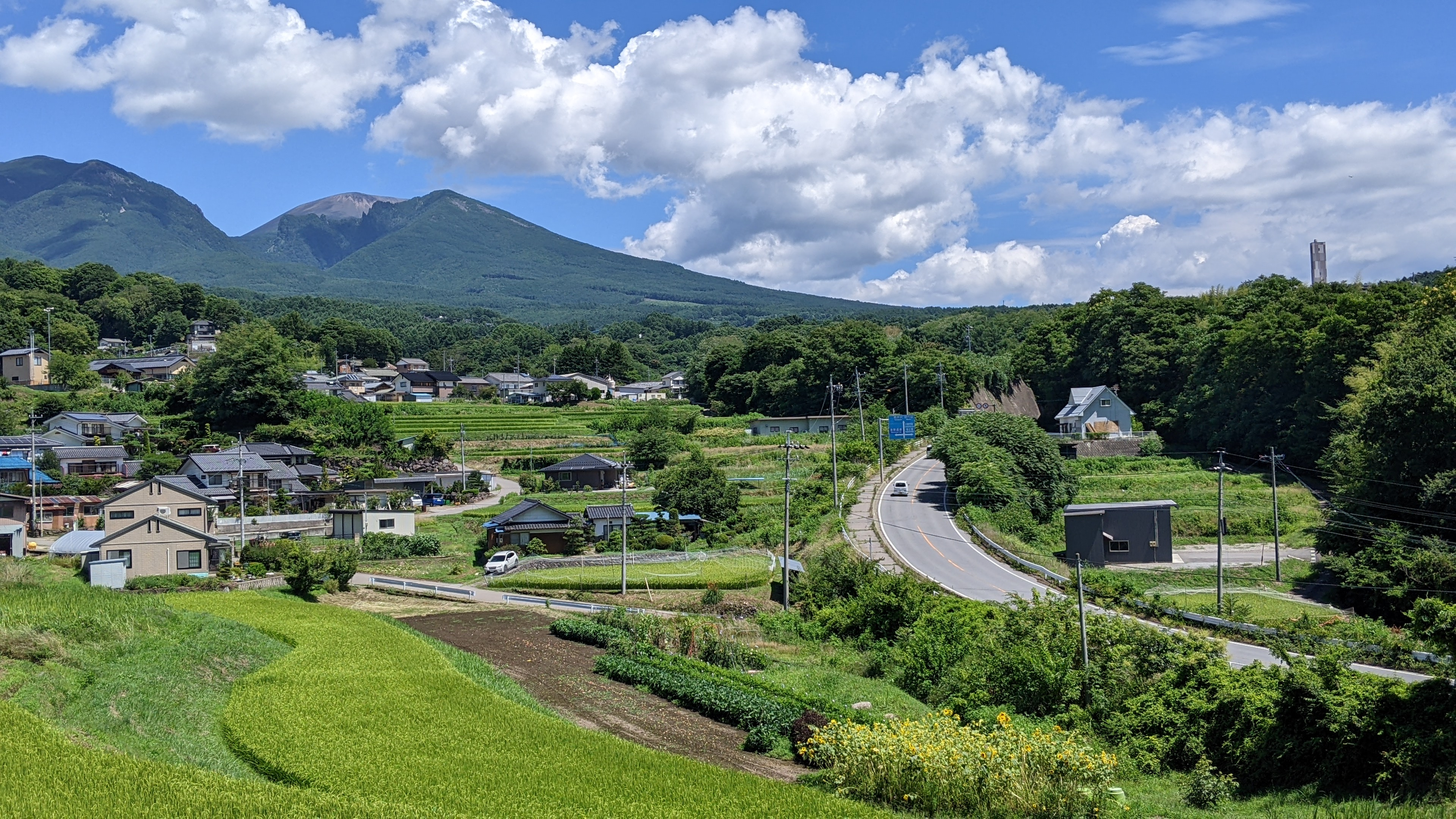
小諸市菱平、菱野信号の西側からの浅間山と広域農道浅間サンライン

浅間サンラインの愛称で知られており、道路地図にもこちらの愛称で書かれていることが多い。

## 概要
- 距離：27.3キロメートル
- 起点：長野県北佐久郡軽井沢町追分、浅間サンライン入口交差点（国道18号交点）
- 終点：長野県上田市古里、古里西交差点（国道144号交点）
- 車線数：2車線
- 主要構造物：松井トンネル・高津屋トンネル・深沢大橋・野竹トンネル

## 沿革
- 1973年（昭和48年）2月2日 - 建設着工。以後、完成した部分につき、供用が開始される。
- 1981年（昭和56年）8月 - 野竹トンネル竣工。
- 1982年（昭和57年）4月2日 - 上田市住吉から小県郡東部町（現東御市）鞍掛間が供用。
- 1993年（平成5年）- 北佐久郡軽井沢町追分までの全区間供用。

## 重複区間
- 長野県道79号小諸上田線（小諸市滝原、小諸I.C北交差点より、東御市和、栗林西交差点まで）
- 長野県道80号小諸軽井沢線（北佐久郡軽井沢町追分、浅間サンライン入口交差点より、小諸市滝原、小諸I.C北交差点まで）

## 接続している道路（交差点名）
- 国道18号（浅間サンライン入口（起点）・住吉南）
- 国道144号（古里）
- 長野県道4号真田東部線（鞍掛）
- 長野県道81号丸子東部インター線（東部湯の丸インター南・新屋）
- 長野県道・群馬県道94号東御嬬恋線（別府）
- 長野県道130号菱野筒井線（菱野）
- 長野県道131号峰の茶屋小諸線
- 長野県道176号下原大屋停車場線（芳田）
- 長野県道483号大屋停車場田沢線（下大川）

## 道路状況
その名の通り浅間山に沿うようにして走る。小諸市・東御市などの市街地よりも一段高い高原地帯を走っており、その眺望の良さは特筆に値する。また市街地を走り常時混雑している国道18号よりも信号が少ない快適な道路である。そのため、事情を知っているトラックドライバーや地元住民は、軽井沢 - 上田間の連絡には国道18号の代わりにこの道路をもっぱら用いる。長野から国道18号線を走り、上田バイパスの「住吉南」（上田バイパスと浅間サンラインの交点）付近の案内板は高崎・小諸方面へはこの浅間サンラインへ誘導している。逆方面で軽井沢から小諸方面で、軽井沢にある「浅間サンライン入口」交差点では上田・小諸方面は浅間サンラインではなく、直進（国道18号線）に誘導している（東御市にある「菅平入口」交差点に上田方面は直進（国道18号線）、県道経由で長野方面は浅間サンラインへ誘導される）。但し冬季の降雪時はスリップ事故が起こりやすいので注意する必要がある。
また、街灯があまりないので夜間は真っ暗になるが、国道18号沿いの市街地の夜景もきれいである。
広域農道ではあるが、上記のように事実上国道18号のバイパスとなっているので上田市付近は沿道にスーパー・商店・自動車オートバイ販売店・パチンコ店などが建ち並び幹線道路と変わらない光景の区間もある。
小諸IC北交差点 - 鞍掛交差点(東御市)間は上信越自動車道の北側をやや距離をおいて並走する。

## 道の駅
- 道の駅雷電くるみの里